# 古城村 (岩手県)
古城村（こじょうむら）は、昭和30年（1955年）まで岩手県胆沢郡にあった村。現在の奥州市前沢古城にあたる。

## 沿革
- 明治8年（1875年）10月17日 - 水沢県による村落統合にともない、中畑村と小山村の一部（本郷）が合併して古城村となる。
- 明治22年（1889年）4月1日 - 町村制施行にともない、古城村と稲置村のうち旧関村域が合併して新制の古城村が発足。
- 昭和30年（1955年）4月15日 - 前沢町・白山村および東磐井郡生母村と合併し、新制の胆沢郡前沢町となる。

## 行政
- 歴代村長

| 代     | 氏名         | 就任                       | 退任                       | 備考 |
| ------ | ------------ | -------------------------- | -------------------------- | ---- |
| 1      | 菅原辰亮     | 明治22年（1889年）5月15日  | 明治26年（1893年）5月4日   |      |
| 2      | 阿部作之進   | 明治26年（1893年）5月15日  | 明治27年（1894年）9月14日  |      |
| 3      | 岩淵彦治     | 明治27年（1894年）12月3日  | 明治29年（1896年）3月26日  |      |
| 4      | 伊藤庸夫     | 明治29年（1896年）5月2日   | 明治29年（1896年）         |      |
| 5      | 渡辺哲治     | 明治29年（1896年）6月12日  | 明治32年（1899年）2月23日  |      |
| 6      | 菅原修太郎   | 明治32年（1899年）9月20日  | 明治34年（1901年）3月6日   |      |
| 7      | 菅原古人     | 明治34年（1901年）4月8日   | 明治38年（1905年）4月7日   |      |
| 8      | 大内貞太郎   | 明治38年（1905年）5月30日  | 明治42年（1909年）5月29日  |      |
| 9      | 阿部又兵衛   | 明治42年（1909年）7月20日  | 明治44年（1911年）6月8日   |      |
| 10     | 千田寿左衛門 | 明治44年（1911年）6月26日  | 大正3年（1914年）6月3日    |      |
| 11     | 飯坂清左衛門 | 大正3年（1914年）8月25日   | 大正7年（1918年）8月24日   |      |
| 12     | 千田寿左衛門 | 大正7年（1918年）11月12日  | 大正11年（1922年）11月11日 | 再任 |
| 13〜14 | 千葉良助     | 大正11年（1922年）12月23日 | 昭和5年（1930年）12月22日  |      |
| 15〜17 | 菅原慶之進   | 昭和6年（1931年）1月8日    | 昭和18年（1943年）2月28日  |      |
| 18     | 阿部亮二     | 昭和18年（1943年）3月1日   | 昭和21年（1946年）11月19日 |      |
| 19〜20 | 阿部与作     | 昭和22年（1947年）4月6日   | 昭和26年（1951年）11月12日 |      |
| 21     | 菅原栄治     | 昭和26年（1951年）12月19日 | 昭和30年（1955年）3月31日  |      |

## 交通

### 鉄道
- 国鉄東北本線 - 駅なし

### 道路
- 国道4号